# 八咫烏神社

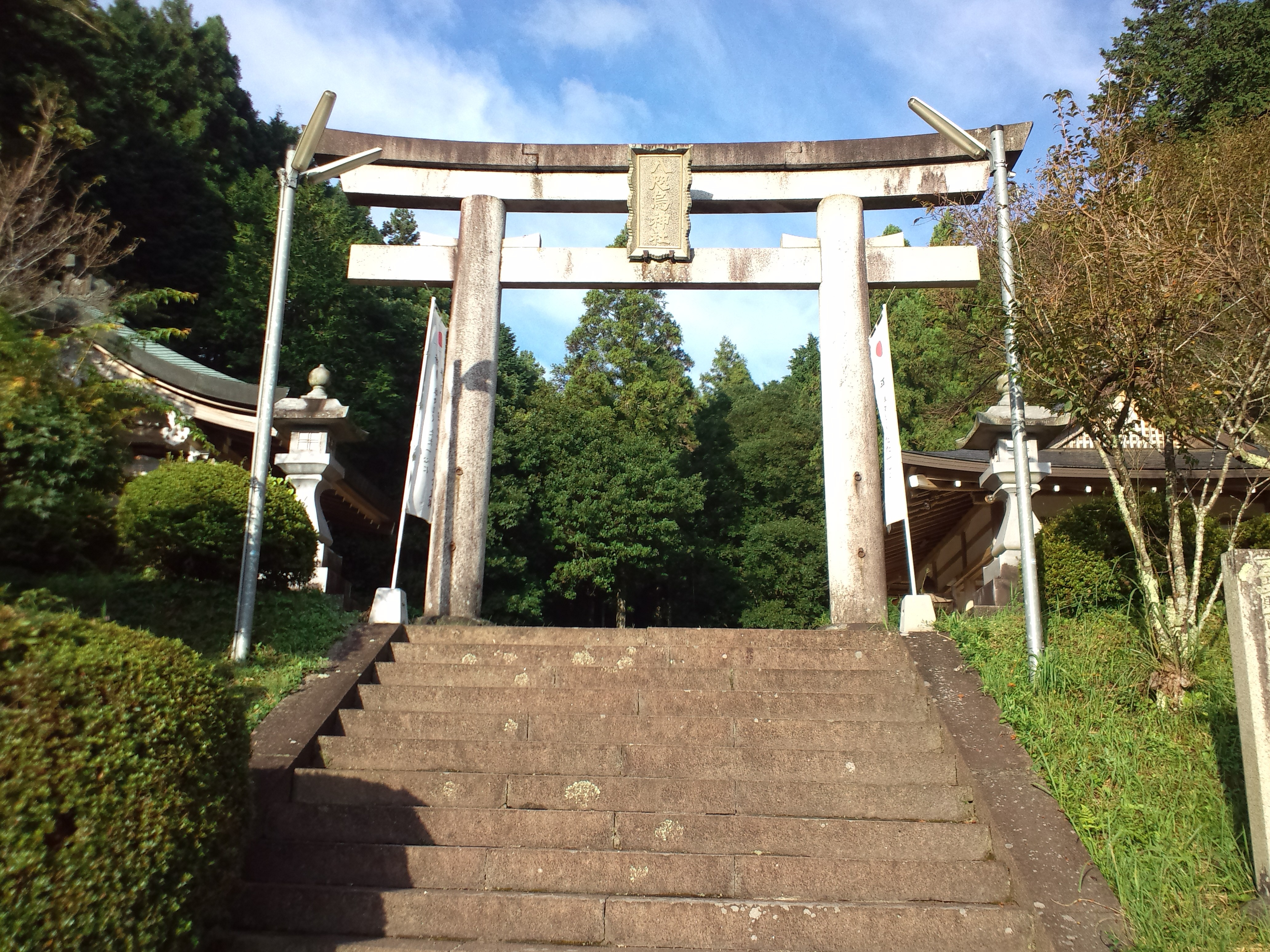
入口の鳥居

八咫烏神社（やたがらすじんじゃ）は、奈良県宇陀市にある神社。『延喜式神名帳』記載の式内小社。旧社格は県社。

## 祭神
建角身命（八咫烏）を祀る。

## 歴史
『続日本紀』に文武天皇の時代、慶雲2年（705年）に八咫烏社を祭るとの記述が見え、これが当社の創祀となっている。文献上、日本において初めて八咫烏を神として祀った神社である。
また、建角身命は『新撰姓氏録』によれば、神武天皇が大和へ東遷する折、「八咫烏」に化身し、熊野の山中で停滞する一行を大和へと道案内し、皇軍の勝利に貢献したと伝えられている。
このような御由緒から古来、軍神として崇敬され、南北朝時代には後醍醐天皇の篤い信仰により社は大いに栄えたと伝えられている。
しかし、南朝の衰退と度重なる戦禍に見舞われて以後、江戸時代中期まで廃絶寸前の状態となり、いつしか「やたがらす」が訛って「をとごろす」という俗称が伝えられたといわれる。
やがて、江戸時代の文政年間に京都の賀茂御祖神社（下鴨社）の神官の目にとまり、その働きかけと在郷有志の協力により再興が成された。本殿が現在のような春日造に作り替えられたのもこの頃とされる（旧本殿の石造小祠は今も本殿の横に現存する）。
それ以降、例大祭の折には下鴨社から奉幣使が送られ、祭典が執り行われていたが、奉幣使をともなう大祭は当時わずか9戸ばかりであった当地の氏子には負担があまりにも大きかったことや当社が下鴨社の境外末社の扱いとなることを懸念した奈良縣令の指導も相まって、下鴨社の参向は明治時代の初めに中止されることとなった。
その後、大正3年（1917年）に神社合祀令により近隣の鎮守の社を当地で祀ることになったため、にわかに再興。
昭和の時代になると紀元二千六百年記念行事の関係で、県社に昇進するとともに神域の拡張と整備が行われた。以降、現在へと至る。

## 交通
- 最寄駅：近畿日本鉄道（近鉄）大阪線榛原駅
- 駐車場：有り